# George James Guthrie

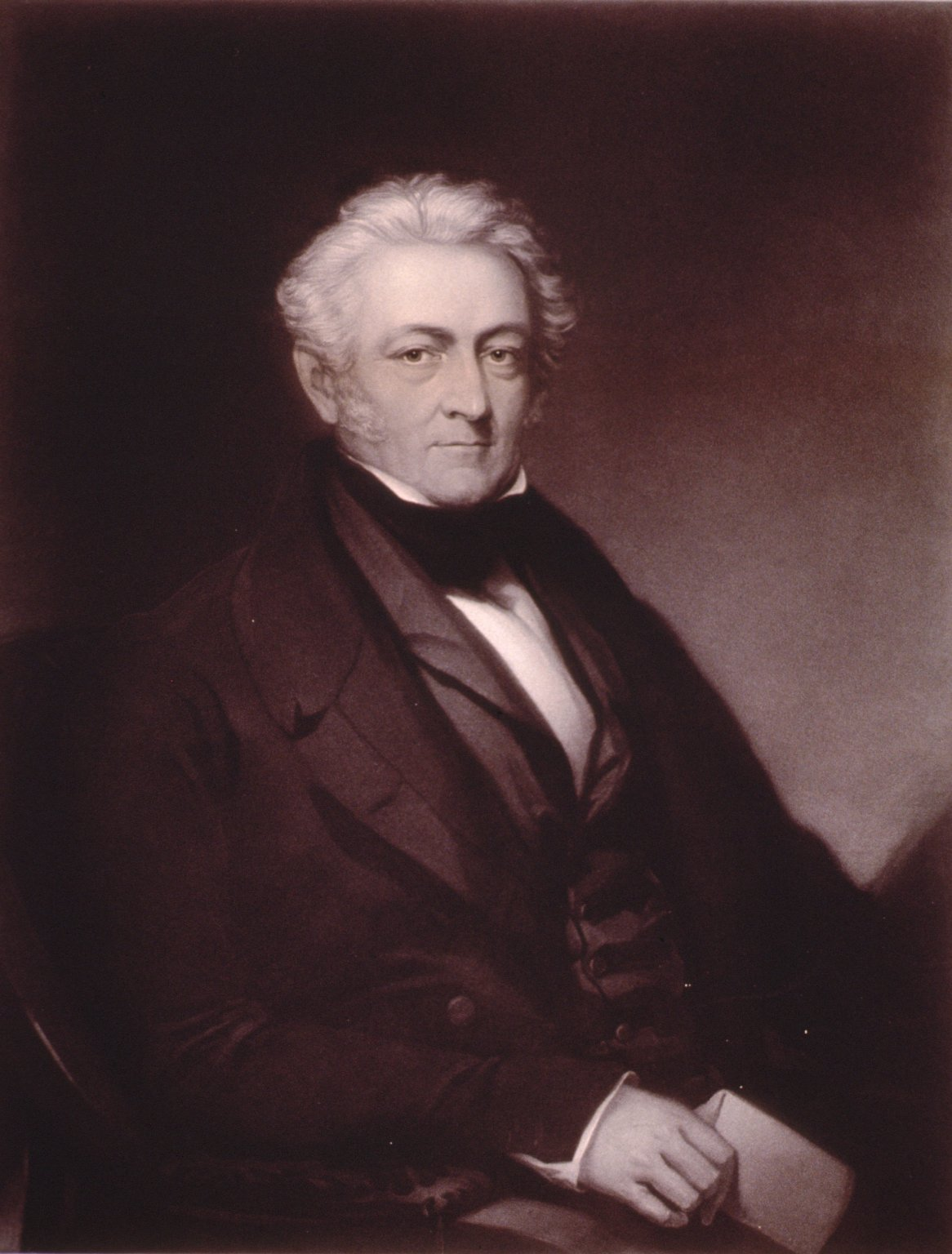
George James Guthrie

George James Guthrie (ur. 17 maja 1785, zm. 1 maja 1856) – angielski chirurg i okulista. Był lekarzem wojskowym w koloniach brytyjskich. W 1827 objął posadę profesora na uniwersytecie w Londynie. Opierając się na medycynie bliskowschodniej jako pierwszy zastosował gips przy złamaniu.

## Wybrane prace
- On Gunshot Wounds of the Extremities Requiring the Different Operations of Amputations, and their After Treatment  (1814)
- Lectures on the Operative Surgery of the Eye (1823)
- On the Anatomy and Diseases of the Urinary and Sexual Organs